# Скниловский парк

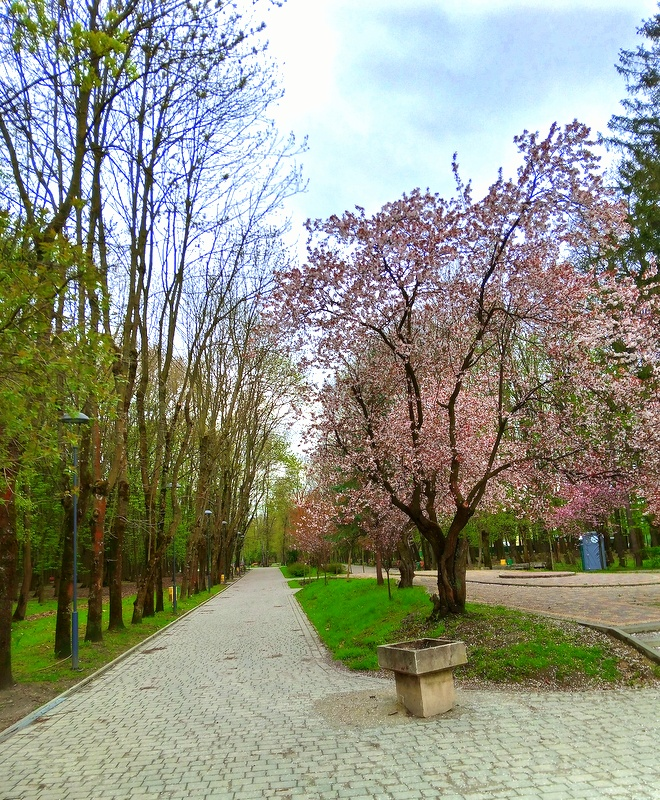
Возле входа на центральную аллею Скниловского парка

Скни́ловский парк (укр. Скнилівський парк) — парк во Львове (Украина). От своей закладки в 1974 году и до переименования в начале 1990-х носил название парка имени 50-летия СССР. Нынешнее название парк получил от села Скниловок, которое фиксируется в письменных источниках с 1433 года, а сейчас входит в черту города Львова.
Скниловский парк расположен в Железнодорожном районе города, южной части города на Львовском плато, около рынка «Пивденный» («Южный») и улиц Выговского и Любинской. По парку проходит улица Соломенка (частная застройка). В 2019 году в парке провели реконструкцию.